# Красний Урюш
Красний Урю́ш (рос. Красный Урюш, башк. Ҡыҙыл Үреше) — село у складі Караідельського району Башкортостану, Росія. Входить до складу Урюш-Бітуллінської сільської ради.
Населення — 502 особи (2010; 598 у 2002).
Національний склад:
- башкири — 41 %
- татари — 40 %